# Шкільне цькування

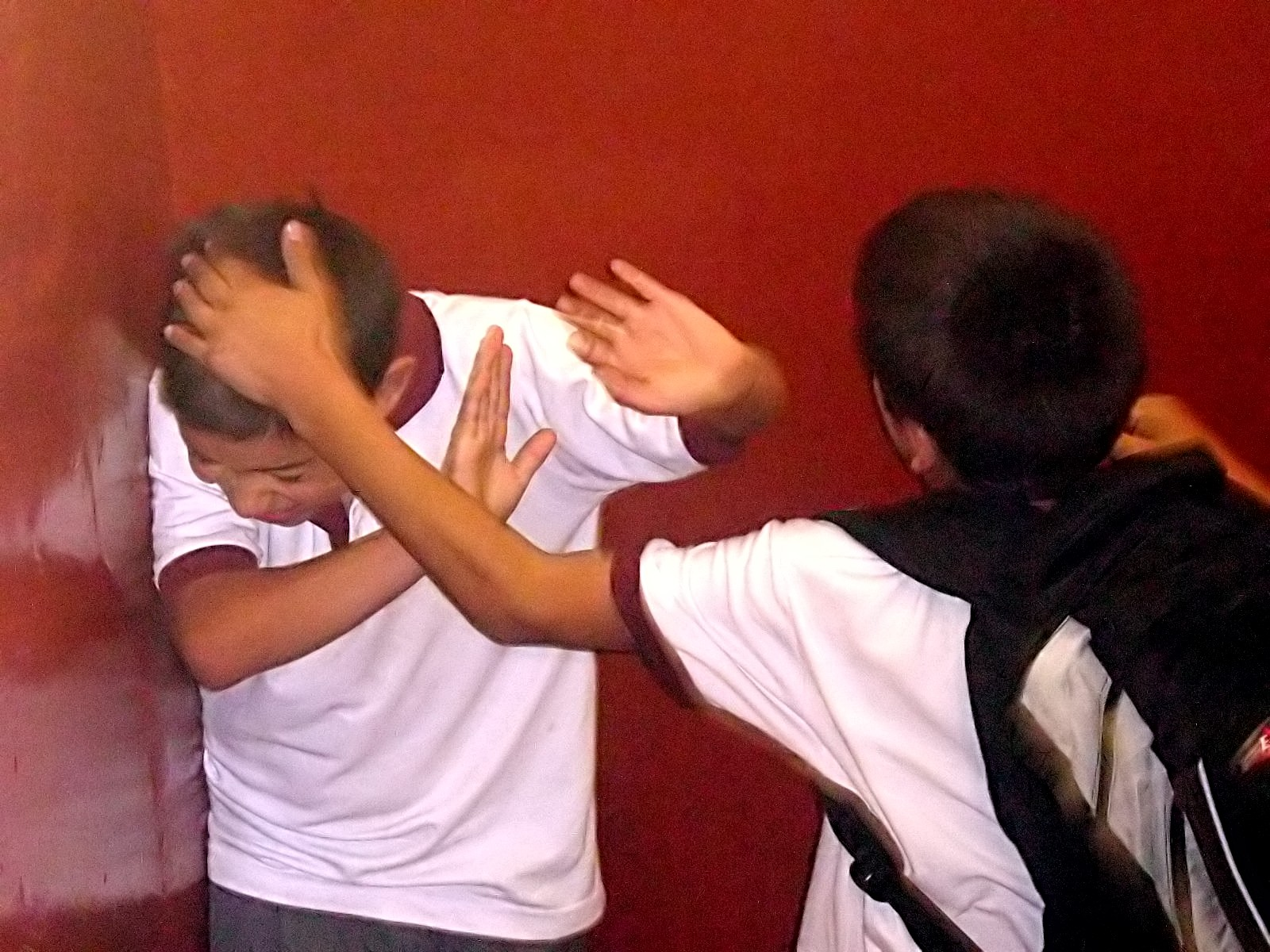
Побиття, знущання чи фізичне цькування

Шкільне́ цькува́ння, бу́лінг у школі (англ. school bullying) — систематичне переслідування з образами, цькуванням, упередженим ставленням у навчальному закладі. Зазвичай, термін означає переслідування серед учнів, рідше зустрічається цькування учнів вчителями, ще рідше — цькування вчителя учнями. За дослідженнями ЮНІСЕФ, з фактами шкільного булінгу в Україні мали справу 67 % дітей у віці від 11—17 років протягом останніх трьох місяців. Також, 24 % дітей стали жертвами, а 48 % з них нікому не розповідали про ці випадки. Дещо частіше за інших дітей зазнають цькування сором'язливі, зі зразковою поведінкою діти, а також діти, які в силу різних життєвих обставин замкнуті в собі, або діти з бідних сімей.

## Різновиди
Олена Ожийова, одна із перших[джерело?] українських науковців, що досліджували шкільне цькування, виділяє два основних його види та деякі підвиди:
1. Фізичне шкільне цькування — умисні штовхання, пирхання, стусани, удари, нанесення побоїв, тілесних ушкоджень та ін.;
  - сексуальне цькування є підвидом фізичного (дії сексуального характеру).
2. Психологічне шкільне цькування — насильство, пов'язане з дією на психіку, що завдає психологічної травми шляхом словесних образ або погроз, переслідування, залякування, якими навмисно спричиняється емоційна невпевненість. До цієї форми булінгу можна віднести:
  - вербальне цькування, де знаряддям слугує голос (образливе ім'я, з яким постійно звертаються до жертви, обзивання, дражніння, зведення наклепів, поширення образливих чуток тощо);
  - шкільний кібербулінг — пригноблення за допомогою мобільних телефонів, Інтернету, інших електронних пристроїв (пересилання двозначних зображень і фотографій, обзивання, зведення наклепів тощо)[4][5].
  - образливі жести або дії (наприклад, плювки в жертву або в її напрямку);
  - залякування (використання агресивної мови тіла й інтонації голосу для змушення дитини робити чи не робити щось);
  - ізоляція (жертва навмисно ізолюється, виганяється чи ігнорується частиною або всім класом);
  - вимагання (у дитини вимагають гроші, їжу, інші речі, примушують щось вкрасти);
  - пошкодження та інші дії з майном (пошкодження, викрадення, заховання особистих речей жертви);

### Серед учнів
Булінг серед учнів є наслідком дисбалансу авторитету, мотивації, сили та витримки у відносинах між вихованцями. Причиною є особистісна неприязнь між забіякою та жертвою. Предметом цькування можуть виступити як абсолютно вигадані так і реальні особливості, що часто варіюють в залежності від віку вихованців: зріст, вага, одежа, зачіска, колір волосся, особливості голосу (картавість, заїкання, тембр), форма носа чи вух, окуляри, ліворукість, успішність чи неуспішність у навчанні, расова чи релігійна приналежність, особливості поведінки чи характеру. Цькування та образи у навчальному закладі несуть шкідливий вплив на особистість, провокують розвиток гніву, депресії, думки про самогубство або помсту. Наявність подібного стресу спричиняє замкнутість та цілковите відволікання від навчального процесу, може переходити у прогули занять та відмову від відвідування школи. На тлі знущань у особистості знижується самооцінка, можуть розвинутись соціальні розлади, фобії або навіть психологічні травми, як наслідок — індивід не може розкритись у навчанні, проявити свої таланти, так як відчувати себе захищеним є базовою потребою. Профілактика та вчасне виявлення забіяки — завдання педколективу (зокрема, класного керівника), шкільного психолога та батьків. Уміла робота класного керівника та уміла організація певної атмосфери в колективі, виховної роботи з класом та батьками є дзеркалом досвіду та запорукою припинення такого явища. Переведення забіяки у іншу школу чи його відрахування з навчального закладу за середньозваженими порядками є крайнім та досить важким бюрократичним процесом і робиться у виняткових випадках.

### Цькування вчителя
Цькування учнями частіше трапляється у старших класах. Також, у ролі забіяки можуть виступати окремі батьки чи їх група незалежно від віку учнів. Причиною цькування вчителя є недостатній авторитет та досвід на початку роботи у навчальному закладі, втрата авторитету, особливості контингенту дітей у класі. Коли забіякою (забіяками) є учень (учні), це радше поодинокі випадки гри на публіку серед однолітків, мета такого цькування — «вивести з себе» педагога та спостерігати за його поведінкою, зірвати урок. Систематичної помсти така поведінка не несе. Проявлятись таке може різноманітно: у вигляді анонімних образ, записок, написаних на дошці перед уроком у молодших класах, до вербальних перепалок та фізичного впливу у старших класах. У будь-якому разі, таке явище має спочатку епізодичний характер — як випробовування на міцність, його повторення та систематичність залежить від психологічної та педагогічної майстерності вчителя, рідше — від рівня компетенції у предметній сфері. Зазвичай, у ролі забіяки вчителя виступають учні, які також цькують однолітків у класі, намагаючись самоствердитись. Майстерність вчителя та уміння скерувати небажаний ситуативний контакт у іншу площину є шляхом вирішення такої поведінки.

### У педагогічному колективі
Як і у всіх інших колективах, педагогічний колектив працює разом роками, у ньому упорядковуються такі ж робочі та соціальні зв'язки як і в будь-якому колективі із всіма притаманними рисами службової ієрархії та авторитетності. Цькуванню можуть підлягати як новачки у колективі, так і штатні співробітники, яких хочуть «вижити». З огляду на виробничі можливості уникнення небажаних контактів по горизонтальним зв'язкам між рівноцінними колегами, цькування в колективі трапляється частіше по вертикальній лінії — як приклад, упереджене ставлення директора, завуча, завідувача, вчителя-методиста. Проявом може бути постійна критика, ігнорування, ізоляція, висміювання, плітки, перевірки документації, планів, конспектів занять, відкриті уроки з предвзятим їх обговоренням на нарадах, цілеспрямоване виставлення «невдалого» розкладу занять з чисельними «вікнами», що унеможливлює суміщення з іншим місцем роботи, перевірки вчасної явки на робоче місце, позбавлення премій або відсутність рекомендацій на преміювання тощо.

## Причини
Мозок дитини не є розвиненим, як у дорослих. До того ж, у дитини немає того морального загартовування, яке є у дорослих. Перш за все потрібно брати до уваги джерела, з яких дитина вилучає девіантні форми самоствердження. Це може бути кіно, комп'ютерні ігри або мультфільми, з яких дитина вилучає образи персонажів й намагається відтворити їх. Провідну роль у цьому процесі відіграє вентральний гіперстріатум. Ця мозкова структура відіграє провідну роль у формуванні стереотипу особистості. У психології та соціології відповідно це називають імпринтингом, конформізмом, запозиченням (Габрієль Тард), спіраллю мовчання тощо. Усі ці концепції про одне й те саме.
Взагалом, агресія — це архаїчна форма поведінки. І така поведінка підкріплюється відповідними нейромедіаторами (серотонін, дофамін), від яких покращується самопочуття. І діти є більше емоційними істотами, керованими інстинктивно-гормональною регуляцією. А відтак стереотип особистості залежить від нав'язаних форм поведінки, завдяки яким дитина може самостверджуватися, які просуваються у кіно, іграх, музиці тощо.
Яка показує феномен Мауглі, людина стає особистістю (у суспільному сенсі) посередництвом соціальної інтеракції. Діти, які виросли серед звірів, після досягнення певного віку так і не змогли навчитися балакати та ходити на ногах (у них була відсутньою біпедальність). Однак було відзначено, що такі діти відтворювали поведінку звірів. А відтак суспільна сутність людини повністю визначається соціальним осередком та інтерактивними образами, які людина запозичує з різних джерел. Таким чином, суспільство (через кіно, музику, ігри та приклад тощо) спочатку нав'язують девіантні форми поведінки, а потім засуджують за їх прояв. А дитину, яка звикла отримувати ендогенні наркотики від такої поведінки (серотонін — відчуття соціальної значимості, домінування; дофамін — задоволення від перемоги тощо), зупинити буде дуже важко, практично нереально. Це є подібним до порочного кола у алкоголіків, які щоразу випивають лише для того, щоб спричинити форсований викид нейромедіаторів у центральну нервову систему. Ці нейромедіатори швидко руйнуються і виникає потреба поповнити їх (абстиненція) — випити. І людина стає заручником ендогенних наркотиків, перш за все, а етанол — лише засіб для їх отримання. Таким чином змінюється гормональний гомеостаз. Адреноголіки, екстремали також страждають від подібної абстиненції, однак у меншій мірі, ніж алкоголіки. Тобто від соціальної інтеракції у мозку відбуваються реальні біохімічні процеси, посередництвом яких нагороджуються певні форми поведінки, і таким чином ці форми закріплюються, нагороджуючись автоматично у подальшому.
Шкільне цькування можна майже повністю викорінити, переставши подавати поганий приклад та створювати відповідні ігри та кіно, друкувати журнали та через інші джерела транслювати відповідні інтерактивні образи. Адже провідну роль у попередженні девіантної поведінки відіграє закріплення адекватних форм інтеракції, які б нагороджувалися організмом. І не стільки їх зміст, скільки спосіб їх подачі (з акцентом на їх соціальну значущість) на емоційному рівні визначають їх закріплення. І коли говориться попередження — це значить дії ще до закріплення будь-яких інших форм (у часі), поки дитина ще не навчилася отримувати насолоду та задоволення від садизму та соціального домінування, посередництвом, скажімо так, не зовсім доброзичливої поведінки щодо інших.

## Наслідки
Вдала модель поведінки кривдника переноситься у доросле життя до наступного оточення, де знову призводить до деструктивних явищ у наступному колективі або оточенні. Щодо жертви, некомпенсовані вчасно шкільні образи у дорослому житті можуть перейти у соціальну невлаштованість, зловживання на посаді, злочинну діяльність, асоціальну поведінку, помсту та прояви самоствердження серед слабких. Одним із завдань школи є виявлення та запобігання знущанню та його своєчасна профілактика у координації з батьками, вчителями, шкільним психологом та правоохоронними органами.

## Явище в Україні
Україна посідає четверте місце в світі за рівнем агресії в перехідному віці, після Росії, Албанії та Білорусі. Згідно з дослідженням, проведеним UNICEF Ukraine у 2017 році, з цим явищем стикалися 67 % вітчизняних школярів. Причому 40 % з них нікому не розповідають про насильство, навіть батькам.
За законопроєктом № 8584 за булінг, вчинений малолітніми або неповнолітніми від 14 до 16 років пропонується введення адміністративної відповідальності у вигляді штрафів для батьків від 340 до 850 гривень, а за приховування фактів булінгу, пропонується карати представників закладу освіти від 850 до 1700 гривень.
З 1 січня 2019 року в Україні запрацює інститут Освітнього омбудсмена, який захищатиме права учнів, студентів, освітян і науковців. Водночас за даними ЮНІСЕФ, 67 % підлітків в Україні у віці від 11 до 17 років стикалися з проблемою забіяк.
Щонайменше 614 справ про булінг у школах було зафіксовано в країні з 2019 по 2024 рік. З 2019 року до початку повномасштабної війни кількість справ щодо булінгу була сталою — близько 146 справ на рік. Від початку повномасштабного вторгнення кількість проваджень зменшилася майже у половину. Лише 79 рішень у справах про булінг було знайдено у пошуковику по судовому реєстру «Бабуся» за 2022 рік.